# Герасимюк, Олег Викторович
Оле́г Ви́кторович Герасимю́к (укр. Олег Вікторович Герасимюк; род. 25 сентября 1986, Владимир-Волынский, Волынская область) — украинский футболист, полузащитник.

## Клубная карьера
Воспитанник луцкой «Волыни». В 2003 году перешёл в «Ковель-Волынь-2». А в 2004 году попал в «Волынь», в чемпионате Украины дебютировал 15 июля 2004 года в матче симферопольской «Таврии» (1:0). В начале карьеры его сравнивали с известным чешским футболистом Павелом Недведом.
Зимой 2005 года перешёл в киевское «Динамо». Летом 2005 года был отдан в аренду в луцкую «Волынь». Летом 2006 года мог перейти в днепропетровский «Днепр» на правах аренды. Но перешёл в киевский «Арсенал», в сезоне 2006/07 провёл 16 матчей за канониров в Высшей лиге. Летом 2008 года перешёл на правах аренды в азербайджанский «Нефтчи» из Баку, по приглашению Анатолия Демьяненко вместе с которым он работал в «Динамо». Герасимюк провёл 6 матчей и забил 1 гол за «Нефтчи» в Кубке Интертото. Дебютировал в матче против словацкой «Нитры» (2:0), второй матч «Нефтчи» также выиграл (3:1). В следующем раунде Нефтчи играл с бельгийским клубом «Жерминаль Беерсхот», первый матч (1:1), во втором матче «нефтяники» неожиданно одержали победу (1:0). В следующем раунде команда играла с румынским «Васлуем», в первом матче «Нефтчи» выиграл (2:1), а Олег забил гол. Второй матч выиграл «Васлуй» (2:0), а «Нефтчи» покинул турнир.
В 2010 году вернулся в «Волынь». Сыграл за команду 50 матчей в которых отличился 4 раза.
В феврале 2013 году покинул луцкую команду и перешёл на правах свободного агента в киевский «Арсенал». Сыграв 21 матч и забив 1 гол за «Арсенал» осенью 2013 года как и все игроки ушёл как свободный агент из — за распада столичной команды.

## Карьера в сборной
Выступал за юношеские сборные Украины до 17 и до 19 лет. 29 марта 2005 года дебютировал в молодёжной сборной Украины до 21 года в матче против Дании (0:1). В июне 2005 года принял участие в чемпионат мира среди молодёжных команд. Герасимюк сыграл все три игры в групповом этапе против Панамы (3:1), Китая (3:2), Турции (2:2). Украина заняла 2-е место в группе, а в 1/16 финала украинцам попалась сборная Нигерии. Матч закончился поражением Украины (1:0), Герасимюк в той встречи участия не принял.
В августе 2007 года принял участие в летней Универсиаде. Герасимюк сыграл против Италии (2:1), Бразилии (4:1), Уругвая (2:1). Также Олег сыграл в финале против Италии, тогда Украина победила (1:0). За эту победу игрокам сборной присвоили звания мастеров спорта международного класса и выдали денежную премию — тысячу долларов.

## Личная жизнь
Параллельно с футболом Герасимюк учился в факультете физкультуры Луцкого государственного университета.

## Государственные награды
- Медаль «За труд и победу» (06.09.2007)[15]